# Culemborg
Culemborg  è una municipalità dei Paesi Bassi di 27 493 abitanti situata nella provincia di Gheldria.